# Бабушкина лупа
«Бабушкина лупа» (англ. Grandma's Reading Glass, 1900) — английский немой короткометражный художественный фильм Джорджа Альберта Смита.

## Сюжет
Бабушка читает газету с лупой. Затем, отложив лупу, она начинает вязать. Её внук хватает лупу и рассматривает в неё все вокруг.

## Художественные особенности
Предметы, показывают крупным планом в круглом каше: идущие часы, канарейка в клетке, глаза бабушки, голова кошки и т. д.

## В ролях
- Харон Смит — Вилли